# Orcoyen
Orcoyen (oficialmente en euskera: Orkoien) es un municipio español de la Comunidad Foral de Navarra, situado en la Merindad de Pamplona, en la Cuenca de Pamplona y a 5 km de la capital de la comunidad, Pamplona, formando parte de su área metropolitana. Su población en 2017 fue de 3910 habitantes (INE). La extensión del municipio es de 5,26 km² por lo que la densidad poblacional es de 743,35 hab./km². Pertenece al partido judicial de Pamplona.
El municipio se encuentra ubicado en una de las áreas más industriales del área metropolitana de Pamplona, cuya principal consecuencia es su proximidad de la fábrica automovilística Volkswagen, ubicada en el vecino concejo de Arazuri. Esta condición se ha materializado en las últimas décadas en que se han ido asentando diversas empresas, principalmente del sector de la automoción, en su término, abandonando su antiguo perfil agrícola.
Su población también ha registrado un gran aumento desde los años 1970 paralelamente al resto del entorno de la capital navarra. 
Orcoyen fue un concejo de la cendea de Olza hasta que en 1991 se constituye como municipio independiente.

## Toponimia
El significado del nombre de Orcoyen es desconocido aunque el lingüista Luis Michelena lo relaciona con los nombres de otras localidades navarras que también termina en «en» como Labayen, Ituren, Yaben o Locen, aunque duda de que «en» sea genitivo vasco. Ramón Menéndez Pidal en cambio lo relaciona con el nombre de persona, Orcuius al que se la añade el sufijo «en» ampliamente difundido en el mundo ibérico. Popularmente se ha traducido como 'abedules', 'pastizal' o 'vertiente cimera'.
A lo largo de la historia, tal y como se recoge en el Nomenclátor Euskérico de Navarra (NEN), el nombre de la localidad se ha escrito de diferentes formas; Orcheia u Orcheian entre los años 1097 y 1109, entre los años 1099 y 1153 aparece como Orcheien u Orcheyen, en 1366 como Orcoyen, entre 1099 y 1153 como Orkeian u Orkeien, en 1226 como Orqueienco, entre 1350 y 1366 como Orqueyan, entre 1345 y 1393 como Orqueyen y en 1244 como Orquoyen.
El nombre oficial de la localidad fue Orcoyen, por lo menos desde 1842, fecha de la publicación del primer censo del Instituto Nacional de Estadística (donde figura como municipio entre los censos de 1842 y 1857) hasta que cambió por el de Orkoien, nombre adaptado a la normas de la ortografía del euskera y designado como denominación en este idioma por la Real Academia de la Lengua Vasca (Euskaltzandia) en el año 2005 tras ser aprobado por el pleno de su ayuntamiento en 2001, ser posteriormente rechazado por el Gobierno de Navarra, rechazo que fue desestimado en una sentencia del Tribunal Superior de Justicia de Navarra en junio de 2003 y finalmente la nueva denominación fue aprobada por el Gobierno de Navarra en 2005 acatando dicha sentencia.
Su gentilicio es orcoyense, atribuible tanto al masculino como al femenino, y orkoiendarra en euskera.

## Símbolos

### Escudo
El escudo de armas del lugar de Orcoyen tiene el siguiente blasón:

Escudo cuartelado en cruz: 1.º de oro y los tres palos de azur. 2.º de oro fajado de tres de gules. 3.º de oro y las dos fajas ondadas de azur. 4.º de gules y el chevrón de plata acompañado de tres panelas de oro. En el centro un escusón cuartelado: 1.º y 4.º armas de Navarra y 2.º y 3.º fuselado de azur y oro.

Este blasón corresponde al que fuera señor de Orcoyen Charles de Artieda.

### Bandera
La bandera de localidad se oficializó en el año 2017. La bandera, fue elaborada por Marian Fernández, Txema Lestón y José Osete para un concurso público que se hizo en 1988. Pese a no ser oficial, la bandera lució pintada en una de las paredes del viejo frontón Gure Jokoa, de 1990. La bandera consta de tres franjas longitudinales, una en color oro dominante que copa dos tercios del total y representa mies, y otras dos franjas iguales; una de color verde en representación de los campos que bordean la localidad, y otra de color rojo en representación al color de Navarra. Existe también una figura poligonal de color blanco en su lado izquierdo con una espiga dorada en su interior, símbolo de los concejos de la Cendea de Olza a la que perteneció antes de independizarse y convertirse en municipio propio. Finalmente, tiene el escudo en la parte central de la bandera..

## Geografía

Ubicación del municipio de Orcoyen en Navarra y el área metropolitana de Pamplona

La localidad de Orcoyen está situada en la parte central de la Comunidad Foral de Navarra dentro de la Cuenca de Pamplona, 5 km al Nordeste de la ciudad Pamplona y a una altitud de 437 m s. n. m. Su término municipal tiene una superficie de 5,6 km² y limita al norte con el municipio de Berrioplano, al este con el de Pamplona, al sur con el de la cendea de Olza; y al oeste con el de Iza.
| Noroeste: Iza (concejo de Iza)                | Norte: Berrioplano (concejo de Loza)     | Nordeste: Berrioplano (concejo de Berrioplano) |
| Oeste: Iza (concejo de Iza)                   |                                          | Este: Pamplona                                 |
| Suroeste: Cendea de Olza (concejo de Arazuri) | Sur: Cendea de Olza (concejo de Arazuri) | Sureste: Pamplona                              |

### Clima
El clima del municipio es submediterráneo. La temperatura media anual oscila entre los 10 °C y los 12 °C, la precipitación media anual está en torno a los 900 y 1000 mm registrándose una media anual de 100 días de precipitación. 
Durante el periodo 1975–2000, la estación de referencia de Pamplona-Aeropuerto de la Agencia Estatal de Meteorología (AEMET) registró unos valores medios anuales de temperatura de 12,5 °C y una precipitación media de 721 mm. En ese mismo periodo, el número medio anual de días despejados fue 58, el número de días medios anuales de helada fue 42, mientras que el número de horas de sol fueron 2201.
| 1975-2000                     | Ene | Feb  | Mar  | Abr  | May  | Jun  | Jul  | Ago  | Sep  | Oct  | Nov  | Dic | Año  |
| ----------------------------- | --- | ---- | ---- | ---- | ---- | ---- | ---- | ---- | ---- | ---- | ---- | --- | ---- |
| Temperatura media (°C)        | 5,0 | 6,5  | 8,6  | 10,2 | 14,0 | 17,5 | 20,7 | 20,9 | 18,0 | 13,6 | 8,6  | 6,0 | 12,5 |
| Temperatura máxima media (°C) | 8,9 | 11,1 | 14,0 | 15,5 | 19,8 | 23,9 | 27,6 | 27,8 | 24,4 | 18,7 | 12,8 | 9,7 | 17,8 |
| Temperatura mínima media (°C) | 1,2 | 1,9  | 3,3  | 4,9  | 8,2  | 11,2 | 13,7 | 14,0 | 11,7 | 8,4  | 4,3  | 2,4 | 7,1  |
| Precipitación (mm)            | 63  | 52   | 52   | 77   | 74   | 47   | 40   | 43   | 43   | 74   | 80   | 75  | 721  |

En el observatorio de Pamplona, los valores de temperatura y precipitación extremos fueron registrados entre 1885 y 1931:
| Concepto                              | Valor numérico | Fecha                   |
| ------------------------------------- | -------------- | ----------------------- |
| Precipitación máxima en un día (l/m²) | 180 l/m²       | 8 de septiembre de 1928 |
| Temperatura máxima absoluta (°C)      | 39,0 °C        | 12 de julio de 1931     |
| Temperatura mínima absoluta (°C)      | -18,0 °C       | 20 de enero de 1885     |

En el observatorio de Pamplona-Aeropuerto, muy cercano al municipio, los valores extremos de temperatura fueron registrados el 8 de julio de 1982 (+41,2 °C) y el 12 de enero de 1985 (-16,2 °C). La máxima precipitación en un día registrada alcanzó los 107,4 l/m² el 9 de octubre de 1979.

## Historia

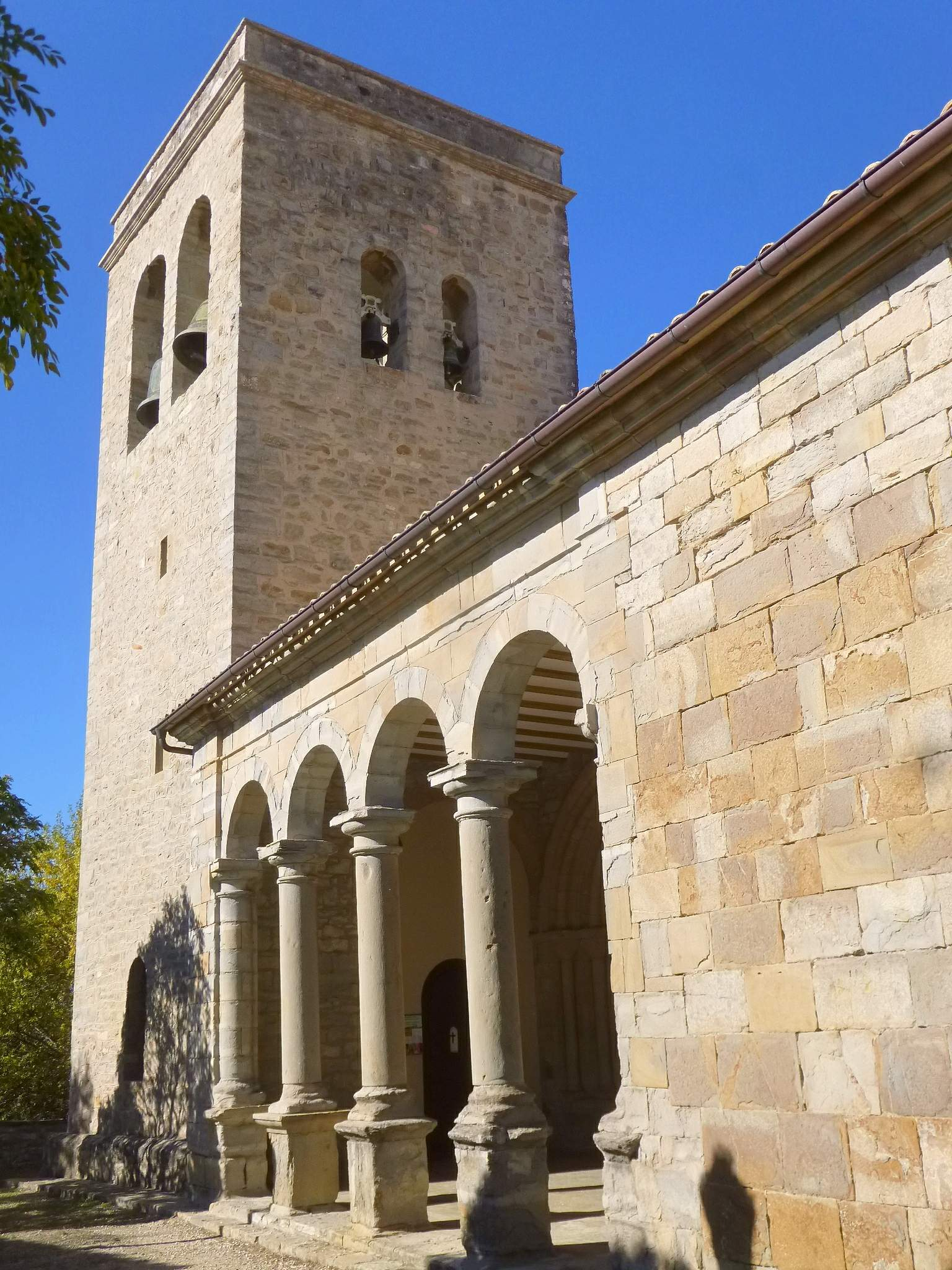
Iglesia parroquial de San Miguel

### Edad Media
La primera noticia histórica de la localidad fue a principio del siglo XIII con la mención de una donación de la Señora de Orcoyen al monasterio de Leyre.
Durante la Edad Media fue un señorío realengo que en 1280 pagaba una pecha (tributo) anual de 23 cahíces y medio de trigo, 20 de cebada y 30 de avena.
Estas rentas fueron asignadas en 1356 por el infante Luis al obispo de Pamplona y en 1413 el rey Carlos III de Navarra las da a su hijo Godofré, pasando en 1472 a Gracián de Agramont y posteriormente al condestable Luis de Beaumont (conde de Lerín).
Carlos III también concedió a Orcoyen las medias primicias para que se pudiera reparar la iglesia de San Miguel y la basílica de San Esteban.
Poseyeron heredades en su término desde el siglo XIII el monasterio de Iranzu y la Orden Hospitalaria de San Juan de Jerusalén y desde el siglo XIV la Real Colegiata de Santa María de Roncesvalles.
Durante esta época se tiene constancia celebraciones de ordalías o juicios de Dios en Orcoyen.

### Edad Moderna
Durante la conquista del Reino de Navarra por las tropas de Fernando el Católico comandadas por el duque de Alba, el señor de Orcoyen, Charles de Artieda, que contaba con un palacio de cabo de armería en la localidad, ya desaparecido, fue vasallo de Luis de Beaumont, conde de Lerín y líder del bando beamontés el cual apoyaba a las tropas de Fernando el Católico.
En 1571 el señor de Orcoyen era Francisco de Artieda y percibía de acostamiento 30 000 maravedís anuales. En 1723 el palacio estaba en manos de los condes de Ayanz.

### Edad Contemporánea
En el final de la Guerra de la Independencia, después de la batalla de Vitoria, el Duque de Wellington, Mariscal de Campo y comandante de las tropas británicas y sus aliadas frente a Napoleón, tuvo su cuartel general en lo que hoy es la casa del cura mientras dirigía las operaciones militares para la toma de Pamplona.
En las guerras carlistas, Orcoyen tenía que dar raciones tanto a carlistas como a liberales.
A partir de los años 1970 Orcoyen incrementa notablemente su población debido a la rápida industrialización de la Cuenca de Pamplona. La localidad que en 1973 contaba con 238 habitantes alcanzó los 1091 en 1981. Esta transformación se refleja también en su estructura económica ya que pasó de ser un pueblo agrícola a ser un pueblo industrial, este es precisamente el motivo por el que, de acuerdo con lo establecido en el Decreto Foral 277/1992, el concejo de Orcoyen se segrega de la Cendea de Olza y queda constituido como municipio.
A partir del año 2000, con la ejecución del nuevo planeamiento urbanístico, Orcoyen ha ido creciendo en población (las mayores proporciones en Navarra en estos años), con la construcción, principalmente, de viviendas residenciales individuales, con una perspectiva de población de 3000 habitantes.[cita requerida]

## Demografía
Orcoyen cuenta con una población de 4097 habitantes (INE 2024).
| Gráfica de evolución demográfica de Orcoyen entre 1900 y 2017 |
| |
| Población según el Gobierno de Navarra Población de derecho (1900-1991) o población residente (2001) según los censos de población del INE. Población según el padrón municipal de 2017 del INE |

| Gráfica de evolución demográfica de Orcoyen entre 2001 y 2021 |
| |
| Población de derecho según los censos de población del INE Población de hecho según los censos de población del INEEn este censo se denominaba Orcoyen: 2001 Entre el censo de 2001 y el anterior, aparece este municipio porque se segrega del municipio 31193 (Olza) |

### Pirámide de población
Los datos de la pirámide de población de 2011 se pueden resumir así:
- La población menor de 20 años es el 26,92 % del total.
- La comprendida entre 20-40 años es el 39,35 %.
- La comprendida entre 40-60 años es el 24,75 %.
- La mayor de 60 años es el 8,99 %.

El municipio tiene una estructura típica en el régimen demográfico moderno, la cual se caracteriza por la evolución hacia el envejecimiento progresivo de la población, aunque en los últimos años el establecimiento de población más joven ha aumentado la tasa de natalidad.

### Evolución de la población
La evolución de la población de Orkoien ha sido desde 1900 de tendencia ascendente aunque no es sino a partir de los años 1980 cuando esta se produce de forma más considerable. Desde el año 1900 hasta el año 2017 el aumento ha sido del 267,3%. Entre 1970 y 1981 35,97% y entre 1981 y 2017 del 26,51%.

## Administración y política

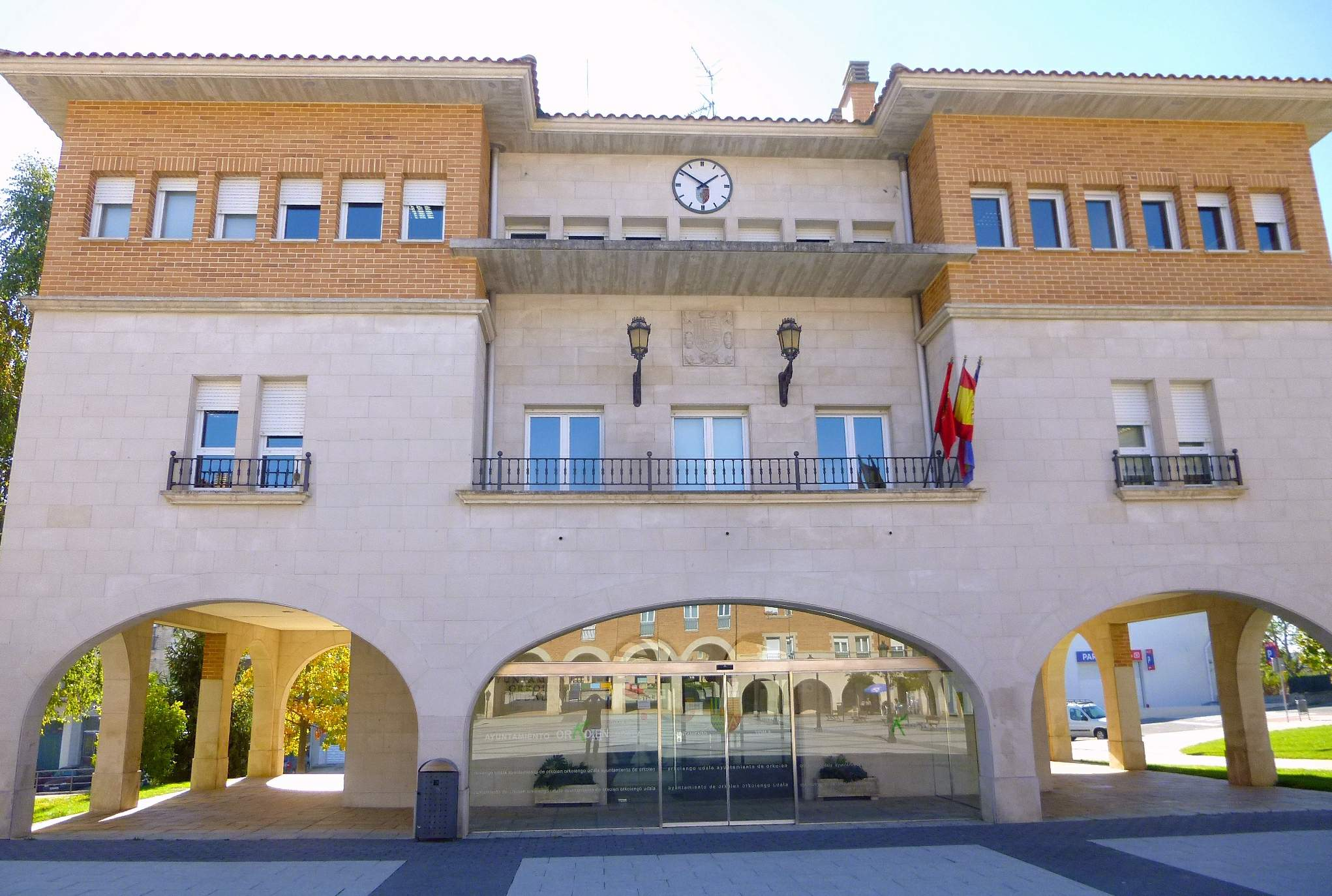
Ayuntamiento de Orcoyen

### Gobierno municipal
Orcoyen conforma un municipio desde que en 1991 se secesiona de la Cendea de Olza, el cual está gobernado por un ayuntamiento de gestión democrática, formado por 11 miembros elegidos en las elecciones municipales según está dispuesto en la Ley Orgánica del Régimen Electoral General. La sede del consistorio está situada en la plaza Iturgain, s/n de la localidad de Orcoyen.
En 2015, Orkoien Egunero no se presentó y solicitó el voto expreso para EH Bildu, coalición compuesta por Sortu, EA y Aralar en Navarra.
En 2011, Bildu estaba compuesto por afines a la antigua Batasuna, EA y Alternatiba. Orkoien Egunero por personas afines a Nafarroa Bai 2011 coalición compuesta por Aralar, PNV e independientes. 
En 2007, concejales que compusieron la candidatura de AIO en 2003 formaron parte de las candidaturas del PSN-PSOE y Orkoien Egunero.
En 2003, UIO surgió tras la marcha de toda la candidatura que hasta 1999 se presentaron como IU.
En 2007, 1999 y 1995 las candidaturas de ANV, Euskal Herritarrok y Herri Batasuna recogían el mismo espectro ideológico (izquierda abertzale).
Desde que en 1991 Orcoyen se constituyera como municipio independiente, ostentó la alcaldía Casimiro Larrea Ruiz, como cabeza de lista de Izquierda Unida de Navarra (IUN-NEB), hasta que en las elecciones de mayo de 2007, tras algunas diferencias con su partido, debido a la gestión del equipo de gobierno en la adjudicación de viviendas de VPO, formó una agrupación independiente llamada Unión de Izquierdas de Orkoien (UIO), con la que volvió a ser reelegido alcalde con mayoría absoluta.
En las elecciones de mayo de 2011, Casimiro Larrea Ruiz decidió no volver a encabezar esa formación y en su lugar lo hizo el que durante 16 años fuera teniente de alcalde, Carlos Arróniz Loyola, que accedió a la alcaldía tras ser la lista más votada, aunque sin revalidar la mayoría absoluta.
En las elecciones de mayo de 2015, EH Bildu resultó la lista más votada en Orcoyen. Sin embargo, Carlos Arróniz Loyola de UIO, la segunda lista más votada, se hizo con la alcaldía tras llegar a un pacto de gobierno con UPN.
Celebradas elecciones el 28 de mayo de 2023, EH Bildu resultó la lista más votada. Sin embargo, Alejandro López Orejuela, del PSN-PSOE, obtuvo la alcaldía al sumar sus votos con los de UPN e IUO y sumar mayoría absoluta.
| Periodo   | Nombre                   | Partido | Partido                                  |
| --------- | ------------------------ | ------- | ---------------------------------------- |
| 1991-2007 | Casimiro Larrea Ruiz     |         | Izquierda Unida (IU)                     |
| 2007-2011 | Casimiro Larrea Ruiz     |         | Unión de Izquierdas de Orcoyen (UIO)     |
| 2011-2023 | Carlos Arróniz Loyola    |         | Unión de Izquierdas de Orcoyen (UIO)     |
| 2023-act. | Alejandro López Orejuela |         | Partido Socialista Obrero Español (PSOE) |

| Partido político | Partido político                                            | 2023  | 2023       | 2019               | 2019               | 2015             | 2015             | 2011  | 2011       | 2007  | 2007       | 2003  | 2003       | 1999  | 1999       | 1995  | 1995       |
| Partido político | Partido político                                            | %     | Concejales | %                  | Concejales         | %                | Concejales       | %     | Concejales | %     | Concejales | %     | Concejales | %     | Concejales | %     | Concejales |
|                  | Euskal Herria Bildu (EH Bildu)-Bildu                        | 32,78 | 4          | 33,46              | 4                  | 35,74            | 4                | 11,33 | 1          | —     | —          | —     | —          | —     | —          | —     | —          |
|                  | Partido Socialista de Navarra (PSN-PSOE)                    | 29,74 | 4          | 15,13              | 1                  | 8,52             | 1                | 5,81  | 0          | 14,29 | 2          | —     | —          | —     | —          | —     | —          |
|                  | Unión del Pueblo Navarro (UPN)                              | 16,79 | 2          | Navarra Suma (NA+) | Navarra Suma (NA+) | 18,70            | 2                | 14,51 | 2          | 14,14 | 1          | —     | —          | —     | —          | —     | —          |
|                  | Junt@s por Orkoien-Unión de Izquierdas-Izquierda Unida (IU) | 11,08 | 1          | 25,97              | 3                  | 30,17            | 4                | 35,17 | 5          | 47,26 | 6          | 51,19 | 5          | 72,61 | 7          | 70,65 | 7          |
|                  | Partido Popular (PP)                                        | 6,50  | 0          | Navarra Suma (NA+) | Navarra Suma (NA+) | 2,84             | 0                | 3,87  | 0          | —     | —          | —     | —          | —     | —          | —     | —          |
|                  | Navarra Suma (NA+)                                          | —     | —          | 23,35              | 3                  | —                | —                | —     | —          | —     | —          | —     | —          | —     | —          | —     | —          |
|                  | Orkoien Egunero-Nafarroa Bai (NaBai)                        | —     | —          | —                  | —                  | Apoyo a EH Bildu | Apoyo a EH Bildu | 26,86 | 3          | 16,38 | 2          | —     | —          | —     | —          | —     | —          |
|                  | Agrupación Independiente de Orkoien                         | —     | —          | —                  | —                  | —                | —                | —     | —          | —     | —          | 38,99 | 4          | —     | —          | —     | —          |
|                  | Euskal Herritarrok (EH)-Herri Batasuna (HB)                 | —     | —          | —                  | —                  | —                | —                | —     | —          | —     | —          | —     | —          | 19,53 | 2          | 22,59 | 2          |

## Economía

### Industria
El municipio está asentado en una zona de alta actividad industrial dentro del área metropolitana de Pamplona y destaca en especial el sector de la automoción debido en gran parte a la cercanía de la fábrica de Volkswagen que se ubica en dentro del término del vecino concejo de Arazuri. La industria se distribuye en varios polígonos industriales que se encuentran dentro del municipio como el Ipertegui I, Ipertegui II y parte de los polígonos industriales de Arazuri-Orcoyen y Agustinos se encuentran dentro del municipio de Orcoyen. 
| Sector industrial             | Empresas |
| ----------------------------- | -------- |
| Energía y agua                | 2        |
| Extracción minería y químicas | 11       |
| Industria metalúrgica         | 73       |
| Industria manufacturera       | 18       |
| Total                         | 104      |

### Servicios
Según el anuario económico publicado por La Caixa en 2011, en el municipio de Orcoyen en el sector del comercio existen 25 empresas mayoristas y 51 minoristas. En el sector de la banca hay constancia de 2 bancos y 1 cooperativas de crédito. Y en el sector de la hostelería 24 establecimientos entre bares y restaurantes.
| Sector comercial                                                                 | Empresas |
| -------------------------------------------------------------------------------- | -------- |
| Oficinas bancarias. Bancos (2), Cajas de ahorros (0) Cooperativas de crédito (1) | 3        |
| Empresas comerciales mayoristas                                                  | 25       |
| Empresas comerciales minoristas                                                  | 51       |
| Hipermercados                                                                    | 0        |
| Bares y restaurantes                                                             | 24       |

## Servicios

#### Educación
Para la educación infantil (0 a 3 años) la localidad cuenta con la Escuela Infantil Ostadar la cual fue inaugurada el 11 de octubre de 2002, atiende los modelos lingüísticos G (castellano) y D (euskera). Cuenta con servicio de comedor y un horario flexible de 7:30 h. a 16 h. con un máximo de 7 horas de permanencia.
Para la educación infantil y primaria (3 a 12 años) cuenta con el colegio público San Miguel de Orcoyen, que cuenta con los modelos lingüísticos G (castellano), A (castellano con asignatura en euskera) El colegio público Auzalar con modelo D.

#### Deporte
Campo de fútbol municipal
Desde marzo de 2011 Orcoyen cuenta con un nuevo campo de fútbol municipal, con hierba artificial y un graderío. En el exterior también cuenta con una pista deportiva libre y un aparcamiento.
Complejo deportivo Mendikur
En el año 2000 se construyó anexo al polideportivo existente un complejo deportivo que cuenta con una piscina invierno-verano, saunas, gimnasio, zona verde y bar-restaurante. Remodelado polideportivo con pista deportiva, salas multiusos y vestuarios.
Frontón municipal

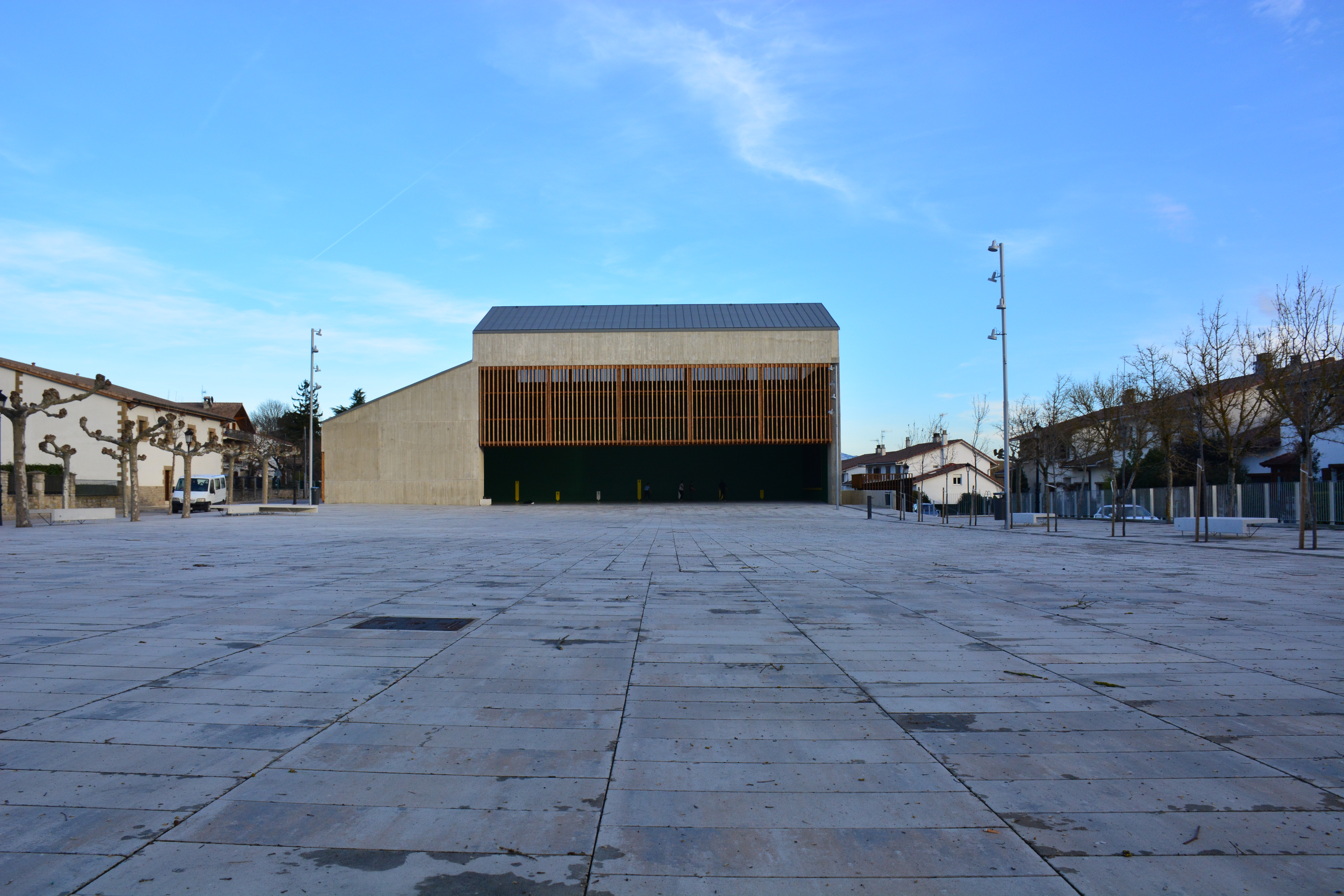
Plaza Euskal Herria

En 1990, fue construido un nuevo frontón sobre el antiguo frontón no cubierto de 1951. Este, aglutinaba las actividades deportivas municipales y una escuela de pelota. En el exterior también contaba con una pista deportiva libre. El viejo frontón Gure Jokoa, contaba con 12 duchas, y en la zona de las gradas tenía espacio para 240 personas, y la grada era fija. Este frontón, de hecho, contaba con un pequeño bar en la esquina superior derecha de él.
El frontón Gure Jokoa, de 1990, fue reemplazado por el nuevo frontón, empezado a construir en marzo de 2015 e inaugurado el 11 de enero de 2016. Actualmente cuenta con una mayor pista, un parque infantil, y un área con hierba.

#### Sanidad
Atención primaria
El municipio de Orcoyen pertenece al Área I de Salud de (Navarra norte) y la zona básica de salud de Orcoyen la cual comprende los municipios de: Orcoyen, Olza, Echauri, Vidaurreta, Goñi, Ciriza, Zabalza, Ollo, Echarri, Belascoáin y los concejos de Iza y Lete del municipio de Iza. Esta zona cuenta con un centro de salud situado en la localidad de Orcoyen.
El centro de salud de Orcoyen fue inaugurado en 1989 y remodelado en 2006 para adaptarlo a las nuevas necesidades que había evidenciado el aumento significativo de la población de la zona básica. Tiene asignadas 4673 tarjetas sanitarias y cuenta con una plantilla compuesta por tres médicos generales, una pediatra, cuatro enfermeras, dos administrativos y una trabajadora social.
Atención hospitalaria
El municipio pertenece al área de Pamplona en donde se cuenta con 2 hospital generales de nivel terciario: El Hospital Virgen del Camino y el Hospital de Navarra ambos situados en Pamplona y recientemente fusionados bajo la denominación de Complejo Hospitalario de Navarra, un hospital monográfico de ortopedia y rehabilitación. La Clínica Ubamin, situada en la localidad de Elcano, y cuatro centros ambulatorios de asistencia especializada (3 de ellos ubicados en Pamplona y uno en Tafalla).

### Transportes y comunicaciones

#### Red viaria
La carretera NA-700 que comunica Pamplona con Estella atravesando la Cendea de Olza y los valles de Echauri y Guesálaz atraviesa la localidad. 
También discurre por el municipio la Ronda de Pamplona (PA-30) concretamente el tramo denominado comúnmente «Variante de Orcoyen» debido a que el objetivo inicial de este tramo era evitar el paso por la localidad a través de la carretera NA-700 del intenso tráfico procedente principalmente de los polígonos industriales cercanos, aunque en 2004 al renombrarse las vías de alta capacidad de Navarra, el tramo final de la hasta entonces Ronda Norte (NA-30) que enlaza con la Ronda de Pamplona Oeste (A-15) fue desviado por la variante de Orcoyen para evitar los problemas que tenía el tramo de calzada única que discurría por el polígono industrial Landaben; la Ronda de Pamplona Oeste (A-15) que además de completar el cinturón de circumvalación de Pamplona por la parte occidental también sirve de enlace de los dos tramos de la autopista de Navarra (AP-15): El de Pamplona–Tudela (con dirección Madrid, Zaragoza) y el de Pamplona–Irurzun (con dirección Vitoria, San Sebastián) y un pequeño tramo de la carretera de acceso a Landaben (NA-30).
| Identificador | Denominación                         | Itinerario                                                                       |
| ------------- | ------------------------------------ | -------------------------------------------------------------------------------- |
| A-15          | Ronda de Pamplona Oeste              | PK. 83,13 de AP-15 a PK. 96,20 de AP-15                                          |
| PA-30         | Ronda de Pamplona                    | Noáin PK. 2,82 de PA-31 a Puente de Arazuri en la Ronda de Pamplona Oeste (A-15) |
| NA-700        | Carretera Pamplona-Estella (Echauri) | Límite municipal de Pamplona a PK. 3,93 de NA-120                                |
| NA-30         | Acceso a Landaben                    | PK. 89,69 de Ronda de Pamplona Oeste (A-15) a PK. 21,22 de PA-30                 |

#### Transporte urbano
La localidad de Orcoyen dispone de la línea 10 del Transporte Urbano Comarcal de Pamplona que comunica a la localidad con los barrios pamploneses de San Jorge, San Juan, el centro y Beloso Alto (clínicas de San Juan de Dios y de San Miguel) en horario diurno y una línea nocturna, la N9 que comunican a Orcoyen con el barrio de San Juan y el centro de Pamplona aunque solo funciona este servicio los viernes y sábados. A continuación se detallan los horarios y frecuencias de estas líneas de autobús urbano.
| Eskualdeko Hiri Garraioa/Transporte Urbano Comarcal |                          |                          |
| Inicio                                              | Línea                    | Fin                      |
| Belosogoiti/Beloso Alto                             | 10                       | Orkoien                  |
| Hirigunea/Centro                                    | N9                       | Orkoien                  |
| Taxi Iruñerria                                      |                          |                          |
| Zona                                                | A                        | A                        |
| Estaciones                                          | Andia hotela/Hotel Andia | Andia hotela/Hotel Andia |

## Patrimonio
Iglesia de San Miguel
La actual iglesia es de estilo gótico y está edificada sobre otra anterior románica, existen vestigios de ello en la actual, además de pequeños restos descubiertos en una pequeña restauración que se llevó a cabo hace unos años. No es descartable que a esta pequeña iglesia estuviese adosada alguna torre de vigilancia o defensa, teniendo en cuenta su situación privilegiada. La visita de San Miguel de Aralar (arcángel protector de las fortalezas navarras) nos puede hacer pensar en algo de esto.
Otros monumentos
- Crucero de Cruz Blanca: Situado en la parte alta del lugar del mismo nombre.
- Puente románico: Sobre el río Juslapeña, situado al otro lado de la Ronda de Pamplona Oeste.

## Cultura

### Fiestas y eventos
- Fiestas mayores: Comienzan el penúltimo miércoles del mes de junio y duran cinco días. Durante estas fiestas se desarrollan diversas actividades para gente de diversas edades. Lo más destacado de estas fiestas son las verbenas, los espectáculos infantiles, la comparsa de gigantes, las charangas, las comidas populares, la suelta vacas y encierros.
- Llegada del Ángel de Aralar: Es una tradición que el lunes siguiente al Lunes de Pascua venga el Arcángel San Miguel de Aralar a esta localidad para bendecir los campos y las cosechas.
- Fiestas del barrio Kupueta.
- San José Obrero: 1 de mayo.
- Fiestas del casco antiguo de Orkoien
- San Miguel (patrón de la localidad): 29 de septiembre.

## Personajes ilustres
- Eusebio Unzué, director del grupo ciclista navarro Movistar.
- Juan Carlos Unzué, exportero de los clubes de fútbol Osasuna, Barcelona, Sevilla, Tenerife y Oviedo; exentrenador del Club Deportivo Numancia y Racing de Santander; exentrenador de porteros del Fútbol Club Barcelona.
- Fernando Puras, abogado, parlamentario foral y excandidato del PSN-PSOE a la Presidencia del Gobierno de Navarra.